# فجر آتي

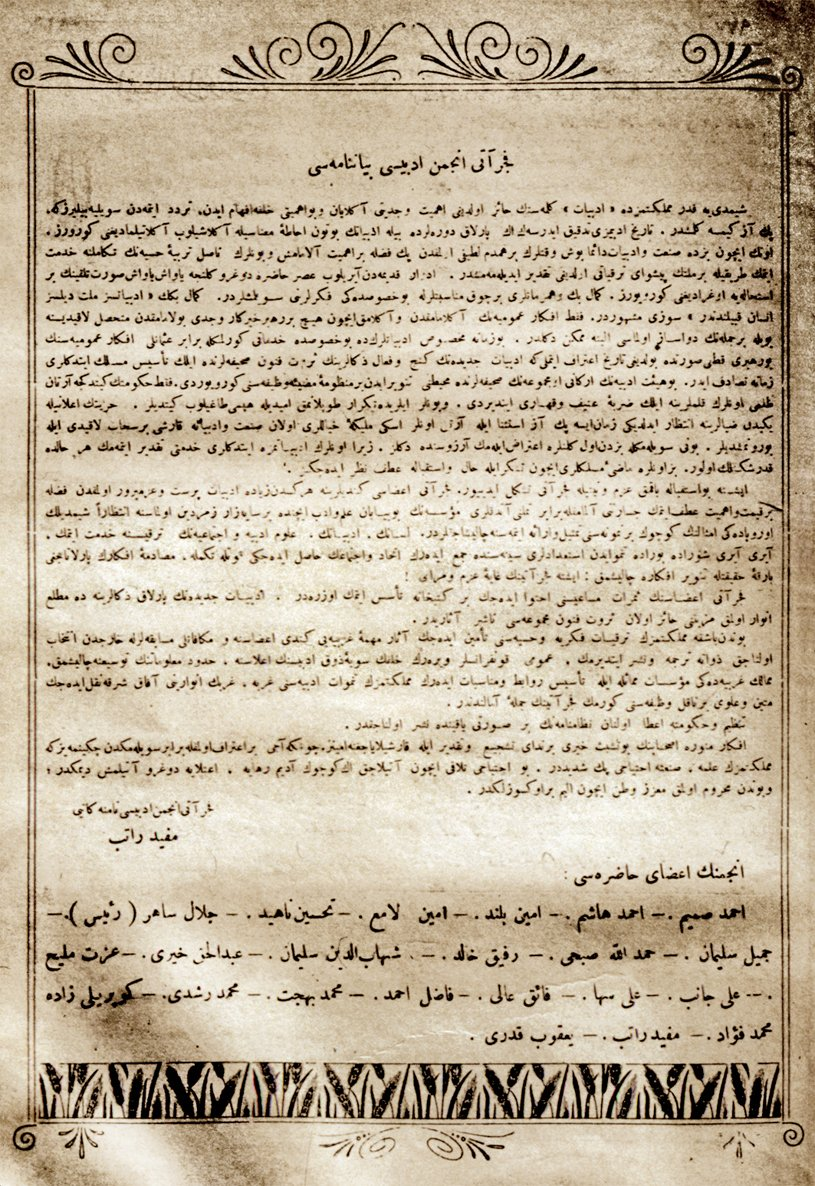
البيان العام للتأسيس

فجر آتي هي جمعية أدبية تركية تشكلت على إثر تفكك وانهيار تيار ثروة الفنون الأدبي.

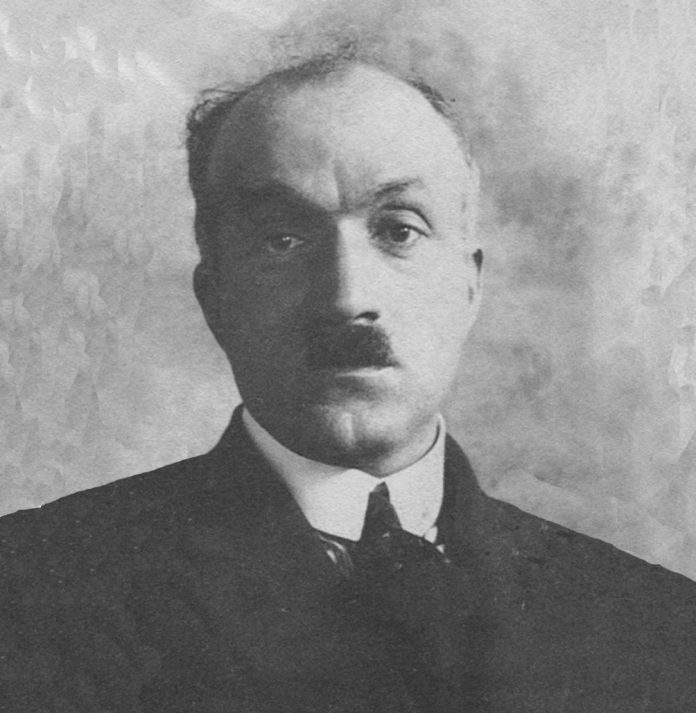
أحمد هاشم: أشهر أدباء وشعراء جمعية الفجر الآتي

تشكلت عام 1908 م علي يد بعض الشعراء والكتاب بعد إعلان القانون الأساسي الثاني (انقلاب المشروطية)، غير أنها لم تدم طويلاً بسبب ضعف في التوجه العام لدى الجمعية. تُعرف هذه الجمعية الأدبية بأنها تهدف لاستمرارية الأدب التركي الحديث في ضوء التيارات الفكرية الغربية مثل البرناسية والرمزية. هذه الجمعية الأدبية شكلت الأرضية لنشأة شُعراء ورُواة وكاتبي مسرحيات وأُدباء معاصرين أتراك قد أثروا في الأدب التركي والسياسة التركية أيضاً على مدار القرن العشرين، ومن أهم هؤلاء الأُدباء أحمد هاشم ويعقوب قدري و رفيق خالد و محمد فؤاد كوبريلي.

## سبب التسمية
كان على رأس أدباء هذه الجمعية وقت تأسيسها الأديب فائق علي الذي كان عضواً سابقاً في مجلة ثروة الفنون حيث اقتُـرِح أن يُسموا الجمعية "سيناءُ الأمَل" امتثالاً بنبي الله موسى عليه السلام عندما تجلي له ربه بكلامه عند جبل الطور في شبه جزيرة سيناء وبذلك وصل لأعلى المراتب، فكان الهدف هو الوصول لأعلى المراتب في طريق الارتقاء بالأدب التركي ولكن لم يلقَ هذا الاسم رواجاً بين الأدباء الآخرين ثم بعد ذلك استقروا على اسم "الفجرِ الآتي".

## أهم الأسماء التي تواجدت داخل بنية الجمعية
- أحمد هاشم
- يعقوب قدري
- رفيق خالد
- محمد فؤاد
- حمدالله صبحي
- شهاب الدين سليمان
- أحمد صميم
- أمين بُلَــند
- جلال ساهر

## مفهومهم عن الأدب والفن
المفهوم العام لهؤلاء الأدباء عن الفن خصيصاً هو أن "الفن شخصيٌ ومُحتَرَم" وهذا إن دل فإنه يدل على انتسابهم للمدرسة الرمزية في التفكير والإبداع. على الرغم من اعتناقهم مبدأ التجديد في الأدب للارتقاء باللغة وإنتاج العديد من الأعمال الأدبية البسيطة المؤثرة في المجتمع بطبقاته إلا أنهم لم يختلفوا اختلافاً جذرياً عن تيار ثروة الفنون الذي سبقهم بل ساروا على نهجهم في عدة أمور منها:
- تابعوا استخدام اللغة التركية العثمانية بغلظتها وكلماتها العربية والفارسية وتراكيب اللغتين التي تصعُب على القارئ أحياناً.
- استمروا في كتابة أشعار سماتها هي العشق والطبيعة هروباً إليه مقتدين بالمدرسة البرناسية.
- كتبوا أشعارهم كعادة من قبلهم تبعاً لقواعد وزن العروض واستخدموا المستزاد الحر كنظم للشعر.

انتهجوا بنهج المدرسة الرمزية في كتابة الشعر، وامتثلوا بـ موباسون في القصص القصيرة وبـ هنريك إبسن في المسرحيات.

## ملخص أوضاع الجمعية
في بداية التأسيس تابع أدباء الجمعية نشر أعمالهم الأدبية من خلال مجلة ثروة الفنون التي تم إعادة فتحها بعد إغلاقها عام 1901، ولكن مع اختلاف الآراء وعدم ثبوتهم على نظام أدبي موحد تفرق أعضاء الجمعية للنشر في مجلات وجرائد أخرى مع استمرارية النشر استناداً على المبادئ العامة التي ذكروها من قبل. ومع تأسيس مجلة "الأقلام الشابة - كنج قلملر" اتجه العديد من أدباء الفجر الآتي للنشر في هذه المجلة. كانت هذه الجمعية هي معقل للفكر والأدب التركي الحديث والتي خرج منها بعد ذلك أدباء تابعوا نشر أعمالهم بشكل مستقل أو من خلال انضمامهم في تيار الأدب الوطني التركي الذي تُشرقُ سماه مع انتهاء الحرب العالمية الأولى وبداية تأسيس الجمهورية التركية الحديثة بنجاح حرب الاستقلال التركية.